# Estridão

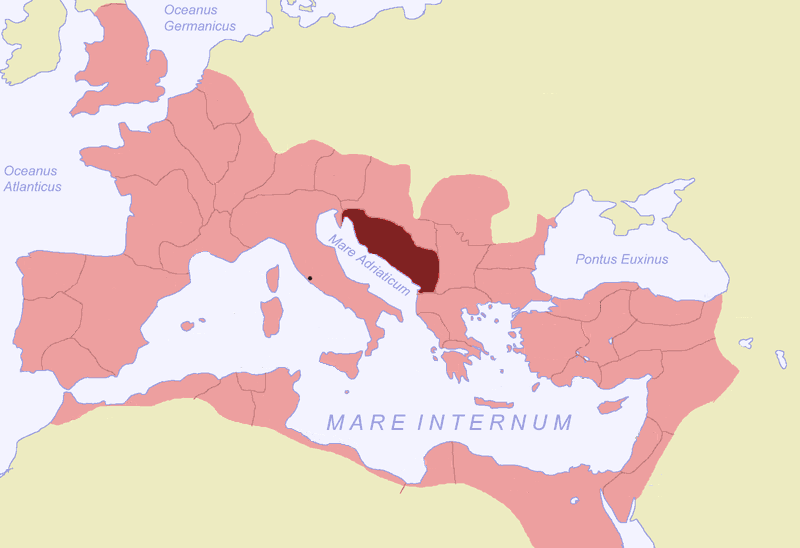
Dalmácia

Estridão (em latim: Strido Dalmatiae) era uma cidade na província romana da Dalmácia. A cidade era localizada perto da moderna Liubliana, embora a localização exata seja desconhecida. A cidade é especialmente conhecida por ter sido o lugar de nascimento de São Jerônimo. De Estridão também saíram Domno de Estridão, um bispo que participou do primeiro Concílio de Niceia, e o padre Lupicínio de Estridão. Em 379, a cidade foi destruída pelos Godos. Jerônimo escreveu sobre isso em sua obra De Viris Illustribus em latim: Hieronymus patre Eusebio natus, oppido Stridonis, quod a Gothis eversum, Dalmatiae quondam Pannoniaeque confinium fuit….
É possível que Estridão estivesse localizada tanto no território atual da Croácia quanto da Eslovênia. As possíveis localizações são :
1. Croácia: Sdrin, Štrigova, Zrenj
2. Eslovênia: Starod